# Huragan Milton
Huragan Milton – niezwykle silny cyklon tropikalny uformowany w Zatoce Meksykańskiej.
Trzynasty nazwany oraz drugi huragan kategorii 5 na Oceanie Atlantyckim w 2024 roku.

## Historia meteorologiczna

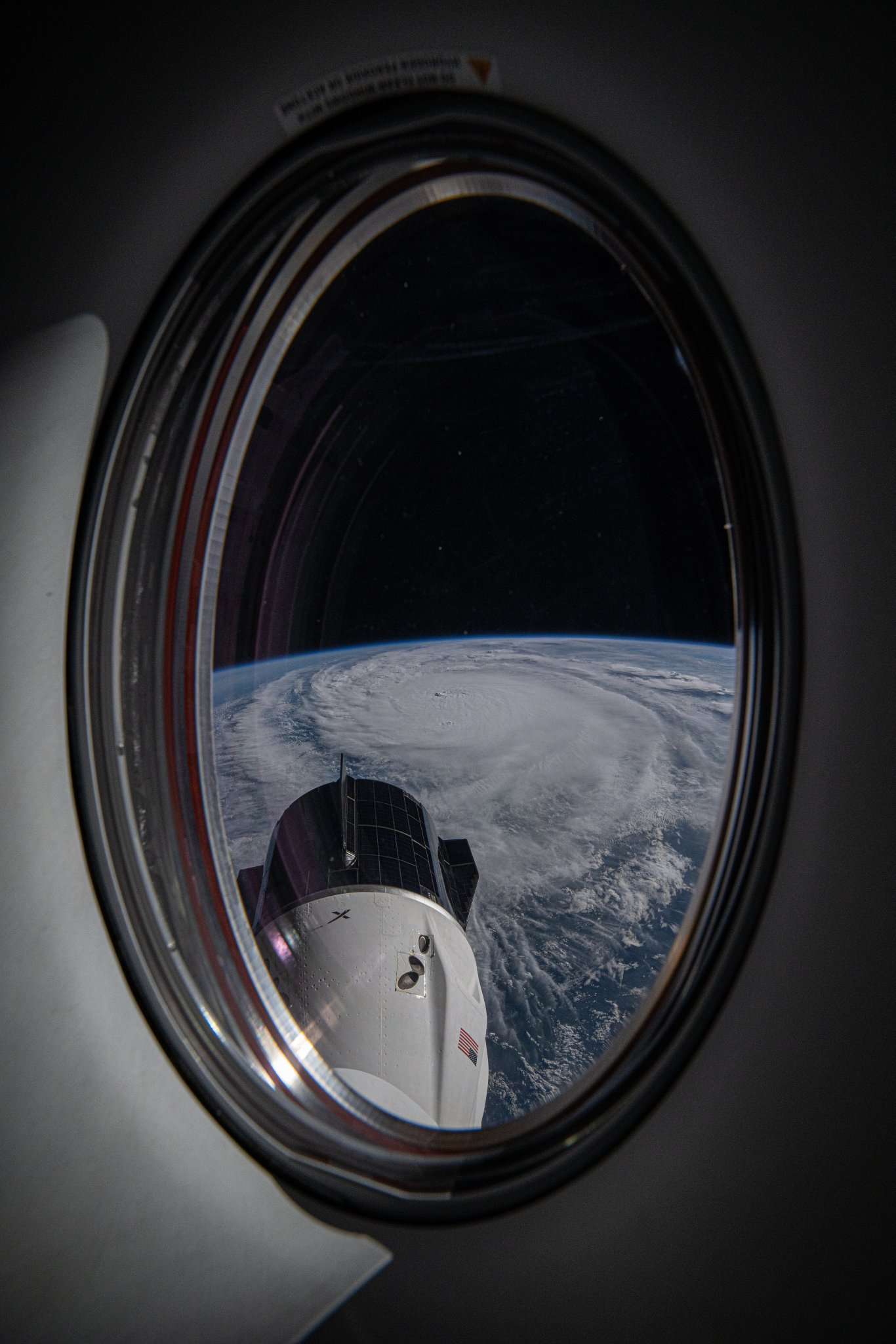
Huragan Milton widziany z Międzynarodowej Stacji Kosmicznej

Milton powstał z połączonych zaburzeń tropikalnych, które powstały na zachodnim Morzu Karaibskim i skonsolidowały się w Zatoce Campeche 5 października. Następnie cyklon przeszedł gwałtowną intensyfikację i 7 października stała się huraganem kategorii 5. W szczytowym momencie huragan był piątym najbardziej intensywnym huraganem na Atlantyku w historii. Milton następnie osłabł do siły kategorii 4 po przejściu cyklu wymiany, po czym odzyskał siłę i ponownie stał się huraganem kategorii 5.

## Przygotowania
Po uformowaniu się huraganu władze stanu Floryda ogłosiły stan wyjątkowy, a mieszkańcom nakazano ewakuację, co doprowadziło do jednej z największych ewakuacji w historii tego stanu. Pomimo tego, że nie przewidywano uderzenia w meksykański półwysep Jukatan, bliskie przejście huraganu skłoniło ludzi w pobliżu wybrzeża do podjęcia przygotowań przed zbliżającym się sztormem.
W związku z zagrożeniem Prezydent Stanów Zjednoczonych Joe Biden odwołał planowane na 10–15 października wizyty w Angoli i Niemczech, gdzie miał zamiar wziąć udział w spotkaniu Ramstein Group.